# Dash (criptomoneda)

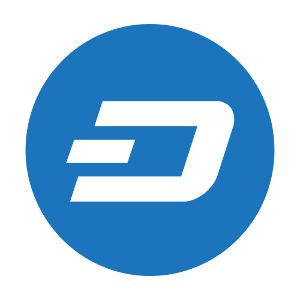
Logo DASH

DASH, anteriormente conocida como XCoin y Darkcoin, es una criptomoneda y proyecto de software de código abierto. De forma semejante al Bitcoin no depende de ninguna entidad centralizada como bancos centrales o corporaciones. 
Se sustenta en un sistema peer-to-peer de dos niveles conformado por los mineros, que aseguran la red y actualizan el registro de transacciones de la blockchain, y los nodos maestros. Estos ofrecen servicios tales como transacciones casi instantáneas (InstantSend) y transacciones con privacidad mejorada (PrivateSend).
También permiten administrar un sistema definido de gobernanza autónoma descentralizada que ofrece la posibilidad de financiar tesorería para iniciativas de desarrollo, infraestructura y publicidad mediante votación.

## Historia
El proyecto fue liberado inicialmente bajo el nombre de XCoin (vinculando el identificador XCO a las cantidades monetarias denominadas en la moneda) el 18 de enero de 2014.
En los primeros 2 días tras su lanzamiento, fueron minados 1,9 millones de monedas, cantidad que a marzo de 2017 representaría aproximadamente un cuarto del total emitido.
Su creador y desarrollador principal, Evan Duffield atribuyó el evento a un error de código que alteró de forma imprevista la dificultad, lo cual afectó los valores usados para calcular la subvención.
Una vez el problema fue resuelto, Evan ofreció relanzar la moneda, eliminando las monedas generadas por el instamine, pero la comunidad rechazó la oferta. Tras esto, sugirió un airdrop para expandir el suministro existente de la criptomoneda, propuesta que también fue rechazada. Posteriormente, el tema de la distribución inicial fue abandonado y el proyecto siguió su curso.
El 28 de febrero de ese mismo año su nombre se cambiaría a Darkcoin.
El 25 de marzo de 2015 la moneda fue rebautizada por tercera vez como Dash, en referencia a un juego de palabras (Digital Cash) que en español significa "Efectivo Digital”.

## Servicios

### PrivateSend
Originalmente llamado Darksend, es un sistema opcional de privacidad mejorada para transacciones especiales inspirado en el sistema CoinJoin (con modificaciones) implementado sobre la red Bitcoin.
Este sistema depende de los nodos maestros de la red Dash en lugar de requerir de un servidor común. El origen de las monedas mezcladas se ofusca a través de una mezcla, estando restringidas las cantidades a mezclar a ciertas denominaciones (0.01 DASH, 0.1 DASH, 1 DASH, 10 DASH, etc). La cantidad máxima permitida para cada transacción a través de PrivateSend es de 1000 DASH.
Las repeticiones posteriores usan un método más avanzado en la cartera del usuario para pre-mezclar las denominaciones. La implementación de PrivateSend permite a los masternodes enviar transacciones usando un código especial de la red llamado DSTX. Esto le proporciona mayor privacidad a los usuarios debido a los preblemas presentes en otras implementaciones basadas en CoinJoin como DarkWallet y CoinShuffle.
Darksend fue rebautizado a PrivateSend en junio de 2016. En esta implementación se agregó privacidad a las transacciones combinando inputs idénticos de múltiples usuarios en una sola transacción con varios outputs. Debido a los inputs idénticos, se dificulta el rastreo del origen de los montos mezclados, ofuscando el flujo de los fondos, lo cual compensa que las transacciones Dash sin PrivateSend no sean fungibles.

### InstantSend
Originalmente llamado InstantX, es un servicio que permite transacciones casi instantáneas y que depende de los nodos maestros de la red Dash. A través de este sistema, los inputs se bloquean en una transacción específica y son verificados por un consenso de la red de Masternodes, quienes transmiten la transacción hacia toda la red para evitar el problema del doble gasto. Este proceso permite agilizar los pagos para evitar largos periodos de espera como los característicos de la red Bitcoin.
InstantX fue rebautizada como InstantSend en junio de 2016.

## Gobernanza y financiamiento

### Dash Core
Es el responsable del desarrollo de la moneda, es decir,  del software para ejecutar nodos mineros y nodos maestros. Según Dash.org, en mayo de 2017, Dash Core generaba 30 empleos de tiempo completo, 20 empleos de tiempo parcial y recibía la colaboración de docenas de voluntarios no pagados. Todos los empleados de este equipo de desarrollo son pagados gracias al sistema de tesorería Dash, y por tanto, no dependen esencialmente de donaciones o patrocinios que puedan llevar a conflictos de intereses.

### Masternodes

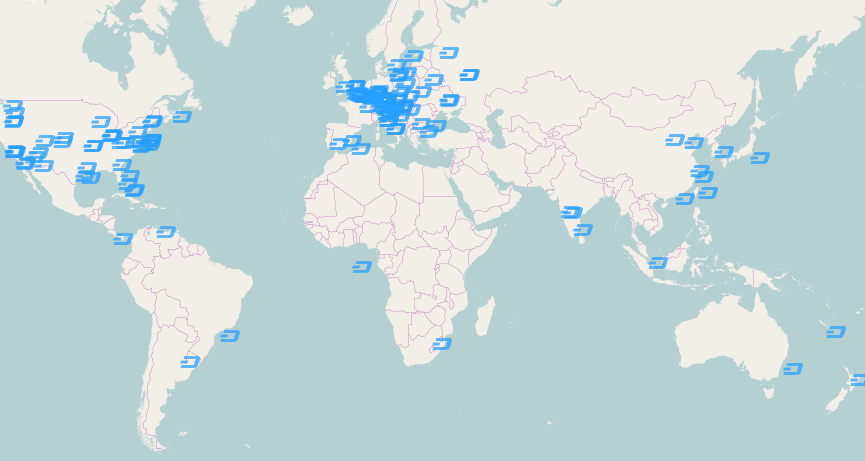
Distribución de Masternodes en el mundo, excluyendo nodos IPv6 y Tor (Marzo de 2017)

A pesar de que el diseño de Dash está inspirado en Bitcoin, a diferencia de dicha moneda, Dash implemeta una red de dos niveles. Aunque la creación de los nuevos bloques y la seguridad de la red sigue dependiendo de los mineros, un segundo sistema de consenso constituido por "nodos maestros" que ofrecen servicios (PrivateSend, InstantSend) y participan de la gobernanza. Para prevenir ataques Sybil, el sistema de nodos maestros requiere que un masternodes tenga 1000 DASH como colateral, la cual puede ser usada en cualquier momento, pero cuyo gasto supone la pérdida de dicho estatus en la red. Debido a que los Masternodes proporcionan a la red funciones importantes para el ecosistema Dash, el 45% de los Dash emitidos mediante minería son repartidos entre estos como ganancia. Los mineros, por su parte, se quedan con otro 45% de la recompensa, y un 10% restante es destinado a un sistema de “tesorería” administrado por los nodos maestros vía votación.

### Tesorería
También llamado Decentralized Governance By Blockchain (DGBB por sus siglas en inglés), es el sistema de Organización Autónoma Descentralizada impulsado por un sistema de gobernanza y financiamiento descentralizado de Dash, el cual facilita llegar a un consenso ante propuestas de cambios en la red o de asignación de propupuesto para desarrollo e inicitivas de promoción de Dash. El 10% de los Dash emitidos mediante la creación de nuevos bloques es destinado a esta “tesorería”, y la forma en la que se gastan los fondos contenidos en ella dependen de las decisiones tomadas por el conjunto de los master nodes a través de procesos de votación.
En este sistema, cada operador de un masternode representa un voto. Las propuestas son elegibles para financiamiento de acuerdo a la siguiente fórmula: (VOTOS SI – VOTOS NO) > (NÚMERO TOTAL DE MASTERNODES * 0.1)
Si hay muchas propuestas que cumplen con los criterios y exceden los fondos disponibles, entonces son financiadas las propuestas con las votaciones más elevadas.
Las interacciones de la comunidad con quienes presentan las propuestas suelen hacerse a través del foro del portal Dash.org, o a través de sitios web administrados por la comunidad como DashCentral. Estos sitios web permiten a quienes presentan las propuestas presentar varios borradores y solicitar apoyo de la comunidad antes de presentarla oficialmente a votación.
Después de que la propuesta reciba suficiente apoyo, la red automáticamente paga los fondos solicitados en el próximo superbloque (el cual se crea mensualmente).
En septiembre de 2015, el sistema de tesorería proporcionó 14 mil dólares estadounidenses en financiamiento por mes. Debido al incremento del valor de Dash, para mayo de 2017 la cifra ascendió a 650 mil dólares en promedio.